# Spora Luxembourg
Maillots
Le Spora Luxembourg était un club Luxembourgeois de football basé à Luxembourg-Belair, fondé en 1923 et disparu en 2005. Malgré la mort de cette section du club, la section athlétisme  existe toujours, le CAL Spora Luxembourg.

## Histoire
Le club est fondé en 1923 à la suite de la fusion du Racing Club Luxembourg et du Sporting Club Luxembourg pour former le Spora Luxembourg. Dès 1925, Spora obtient son premier titre de champion. Son nom est conservé jusqu'à la Seconde Guerre mondiale. Le régime nazi change alors le nom en allemand SV Moselland 07 Luxemburg et le club joue dans la Gauliga Moselle. Après la libération du Luxembourg, le Spora Luxembourg peut reprendre son nom originel.
Mais depuis la victoire en Championnat du Luxembourg en 1988-1989, le Spora n'a plus rien gagné.
À la fin de la saison 2004-2005, le Spora est relégué en Promotion d'Honneur (D2) va entraîner la création d'une nouvelle entité, fruit de la fusion de trois clubs de la ville : les deux relégués, l'Union Luxembourg et le Spora Luxembourg ainsi que le club qui s'est maintenu en D1 cette saison, le CS Alliance 01. Ces trois clubs vont former le Racing FC Union Luxembourg qui prend donc la place du CS Alliance 01 en première division.

### Repères historiques
- 1925 : fondation du club par fusion du Racing Club Luxembourg et du Sporting Club Luxembourg
- 1956 : 1re participation à une Coupe d'Europe (C1, saison 1956/57)
- 2005 : fusion avec l'Union Luxembourg et le CS Alliance 01 pour former le Racing FC Union Luxembourg

## Bilan sportif

### Palmarès
- Championnat du Luxembourg de football (11)
  - Champion : 1925, 1928, 1929, 1934, 1935, 1936, 1938, 1949, 1956, 1961 et 1989
  - Vice-champion : 1924, 1926, 1930, 1931, 1933, 1945, 1952, 1959, 1967 et 1988

- Coupe du Luxembourg de football (8)
  - Vainqueur : 1928, 1932, 1940, 1950, 1957, 1965, 1966 et 1980
  - Finaliste : 1925, 1929, 1930, 1931, 1934, 1945, 1963 et 1987

### Bilan européen
Légende
- Victoire ou qualification pour le tour suivant
- Match nul
- Défaite ou élimination de la compétition

Note : dans les résultats ci-dessous, le score du club est toujours donné en premier.
| Saison    | Compétition                | Tour                | Club                | Domicile | Extérieur | Total       |
| --------- | -------------------------- | ------------------- | ------------------- | -------- | --------- | ----------- |
| 1956-1957 | Coupe des clubs champions  | Tour préliminaire   | Borussia Dortmund   | 2 - 1    | 3 - 4     | 5 - 5 0 - 7 |
| 1961-1962 | Coupe des clubs champions  | Seizièmes de finale | B 1913 Odense       | 0 - 6    | 2 - 9     | 2 - 15      |
| 1964-1965 | Coupe des villes de foires | 32es de finale      | FC Bâle             | 1 - 0    | 0 - 2     | 1 - 2       |
| 1965-1966 | Coupe des coupes           | Tour préliminaire   | Aufbau Magdebourg   | 0 - 2    | 0 - 1     | 0 - 3       |
| 1966-1967 | Coupe des coupes           | Seizièmes de finale | Shamrock Rovers     | 0 - 9    | 0 - 7     | 0 - 16      |
| 1967-1968 | Coupe des villes de foires | 32es de finale      | Leeds United        | 0 - 9    | 0 - 7     | 0 - 16      |
| 1980-1981 | Coupe des coupes           | Seizièmes de finale | Sparta Prague       | 0 - 6    | 0 - 6     | 0 - 12      |
| 1987-1988 | Coupe UEFA                 | Premier tour        | Feyenoord Rotterdam | 2 - 5    | 0 - 5     | 2 - 10      |
| 1989-1990 | Coupe des clubs champions  | Seizièmes de finale | Real Madrid         | 0 - 3    | 0 - 6     | 0 - 9       |
| 1991-1992 | Coupe UEFA                 | Premier tour        | Eintracht Francfort | 0 - 5    | 1 - 6     | 1 - 11      |
| 1992-1993 | Coupe UEFA                 | Premier tour        | Sheffield Wednesday | 1 - 2    | 1 - 8     | 2 - 10      |

1. ↑  Match d'appui disputé à Dortmund.

## Joueurs et personnalités du club

### Entraîneurs
- Walter Hanke[2]

### Joueurs emblématiques
- Eddy Dublin
- Albert Elter
- Stéphane Gillet
- Victor Nurenberg
- Benjamin Reiter
- Carlo Weis
- Patrick Figueiredo Simoes
- Gilles Thomas